# خشنة الثمار
خشنة الثمار أو تراكيكاربوس (الاسم العلمي: Trachycarpus)، جنس نخيل يتكون من أحد عشر نوعًا من فصيلة النخلية أعطانها الأصلية آسيا، من شرق الهيمالايا إلى شرق الصين.